# Université Sorbonne-Paris-Cité
Ne doit pas être confondu avec Sorbonne Universités, Sorbonne Université, Sorbonne Paris Cité, Alliance Sorbonne-Paris-Cité ou Université Paris-Cité.
Pour les autres utilisations du mot Sorbonne, voir Sorbonne (homonymie).
L’université Sorbonne Paris Cité, ou USPC, était une communauté d'universités et établissements, regroupant des établissements d’enseignement supérieur et de recherche de la ville de Paris et de la Seine-Saint-Denis, ayant existé entre 2010 et le 31 décembre 2019, qui a abouti à la création de la nouvelle université Paris-Cité.    

## Présentation
En 2014, la ComUE regroupait huit établissements d'enseignement supérieur franciliens et cinq organismes de recherche nationaux, mais en 2017 la plupart des membres de la communauté, dont Sciences Po et l'université Sorbonne-Nouvelle, s'étaient retirés du projet de fusion,.
Les universités Paris-Diderot et Paris-Descartes ont poursuivi, quant à elles, le projet de fusion : l'établissement ainsi créé, qui a vu le jour le 1er janvier 2020, a été nommé dans un premier temps « université de Paris » avant d'être intitulé université Paris-Cité. La ComUE a été officiellement dissoute le 31 décembre 2019 par délibération du conseil d'administration votée le 10 avril 2019 par les membres de la ComUE. 
L'université Sorbonne-Nouvelle (Paris 3) et l'EHESP n'intègrent pas l'Alliance formée par l'université Paris-Cité.

### Établissements membres de l'USPC
- Université Paris-Diderot
- Université Paris-Descartes
- Université Sorbonne-Nouvelle
- École des hautes études en santé publique
- Université Paris-XIII
- Institut d'études politiques de Paris (Sciences Po)
- Institut de physique du globe de Paris, devenu « établissement-composante » de l'Université de Paris.
- Institut national des langues et civilisations orientales (INALCO)
- Fondation Maison des sciences de l’homme (FMSH)

### Organismes de recherche membres
- Institut national d'études démographiques (Ined)
- Institut national de recherche en informatique et en automatique (Inria)
- Institut national de la santé et de la recherche médicale (Inserm)
- Centre national de la recherche scientifique (CNRS)
- Institut de recherche pour le développement (IRD)

## Histoire

### Premiers rapprochements institutionnels
Le regroupement des établissements d'enseignement supérieur répond à la fois à une volonté politique liée au souhait d'effectuer des économies d'échelle et à la volonté d'être plus visible à niveau international, notamment en raison du classement de Shanghai.
En 2008, Paris 3, Sciences Po et l'Institut national des langues et civilisations orientales se situaient dans la mouvance de l'association Paris Universitas tandis que Paris 5 et Paris 7 avaient contracté une alliance avec Paris 1 sous le nom de Paris Centre Universités. Le plan Campus a cependant amené de grandes modifications stratégiques. Paris 1 décide alors de se rapprocher du campus Condorcet. En avril 2008, les campus retenus sont annoncés : n'y figure aucun projet parisien, ce qui entraîne une redistribution des cartes pour un « 2e tour ».
Sciences Po se rapproche alors des universités Paris 5 et Paris 7, ainsi que l'Observatoire de Paris (qui préfère en juillet le projet PSL) et l'Institut de physique du globe de Paris. Paris 3 rejoint aussi cette association, après avoir un temps travaillé avec l'autre projet de PRES parisien de l'époque. Il est un temps question du retour de Paris 1, dont le conseil d'administration vote pour l'intégration, mais l'établissement est finalement écarté. L'intégration de Paris 13 permet à ce PRES de franchir le périphérique, bien que cet établissement soit en même temps engagé dans le projet du campus Condorcet.

### Création du PRES puis de la ComUE
Les différents conseils d'administration des établissements ont signé l'acte entraînant sa création et se sont regroupés sous la forme d'un établissement public de coopération scientifique. Le PRES « Sorbonne Paris Cité » est officiellement créé le 13 février 2010, la ministre de l'enseignement supérieur Valérie Pécresse promettant alors une dotation de 200 millions d'euros pour ce PRES. Lors de la première réunion de son Conseil d'administration, le 31 mars 2010, le PRES a également adopté un nouveau nom d'usage : il s'appellera désormais "Sorbonne Paris Cité". 
Après la loi relative à l'enseignement supérieur et à la recherche de 2013 et la suppression des PRES, la communauté d'universités et établissements (ComUE) « Université Sorbonne Paris Cité » est créée en 2014, sous la forme juridique d’un établissement public à caractère scientifique, culturel et professionnel.
À la rentrée 2017, Paris-III (Sorbonne Nouvelle) et Sciences Po se retirent du projet "Sorbonne Paris Cité".   
La fusion ne concernerait alors que Paris-V, Paris-VII et l'IPGP.   
Le projet se recentre finalement sur la fusion des universités Paris-Descartes et Paris-Diderot avec l'intégration de l'IPGP comme une composante conservant sa personnalité juridique. Un projet remanié articulé autour de ce nouvel établissement a été présenté au jury Idex en mars 2018 qui l'a réintégré dans le processus Idex avec une nouvelle période probatoire de quatre ans,.  
L'établissement ainsi créé, dénommé initialement Université de Paris, voit le jour le 1er janvier 2019.  
La ComUE est officiellement dissoute le 31 décembre 2019 par délibération du conseil d'administration votée le 10 avril 2019 par les membres de la ComUE et devient l'Alliance Sorbonne Paris Cité (ASPC).  

## Présidents successifs de la ComuE USPC
- Jean-François Girard (2010-2013)[19]
- Jean-Yves Mérindol (d) (2013-2016)[20]
- François Houllier (administrateur provisoire puis président, 2016-2018)[21]
- Frédéric Dardel (administrateur provisoire, 2018-)[22]
- Christine Clerici (administratrice provisoire jusqu'au 31 décembre 2019)

## Textes réglementaires
- Décret no 2010-143 du 10 février 2010 portant création de l'Etablissement public de coopération scientifique « Sorbonne Paris Cité » (abrogé)
- Décret no 2014-1680 du 30 décembre 2014 portant approbation des statuts de la communauté d'universités et établissements « Université Sorbonne Paris Cité »